# Gottsdorf (Nuthe-Urstromtal)
Gottsdorf ist einer von 23 Ortsteilen der Gemeinde Nuthe-Urstromtal im Landkreis Teltow-Fläming in Brandenburg.

## Lage
Gottsdorf liegt rund 8 km nordwestlich von Luckenwalde. Nördlich liegen die Ortsteile Dobbrikow, und Hennickendorf. Es folgen im Uhrzeigersinn: Berkenbrück, Frankenfelde (zu Luckenwalde), Frankenförde, Felgentreu, Zülichendorf und Nettgendorf. Durch den Ort fließt das Pfefferfließ.
Zum Ortsteil Gottsdorf gehören die beiden Wohnplätze Obermühle und Klinkenmühle.

## Geschichte

### 13. bis 16. Jahrhundert

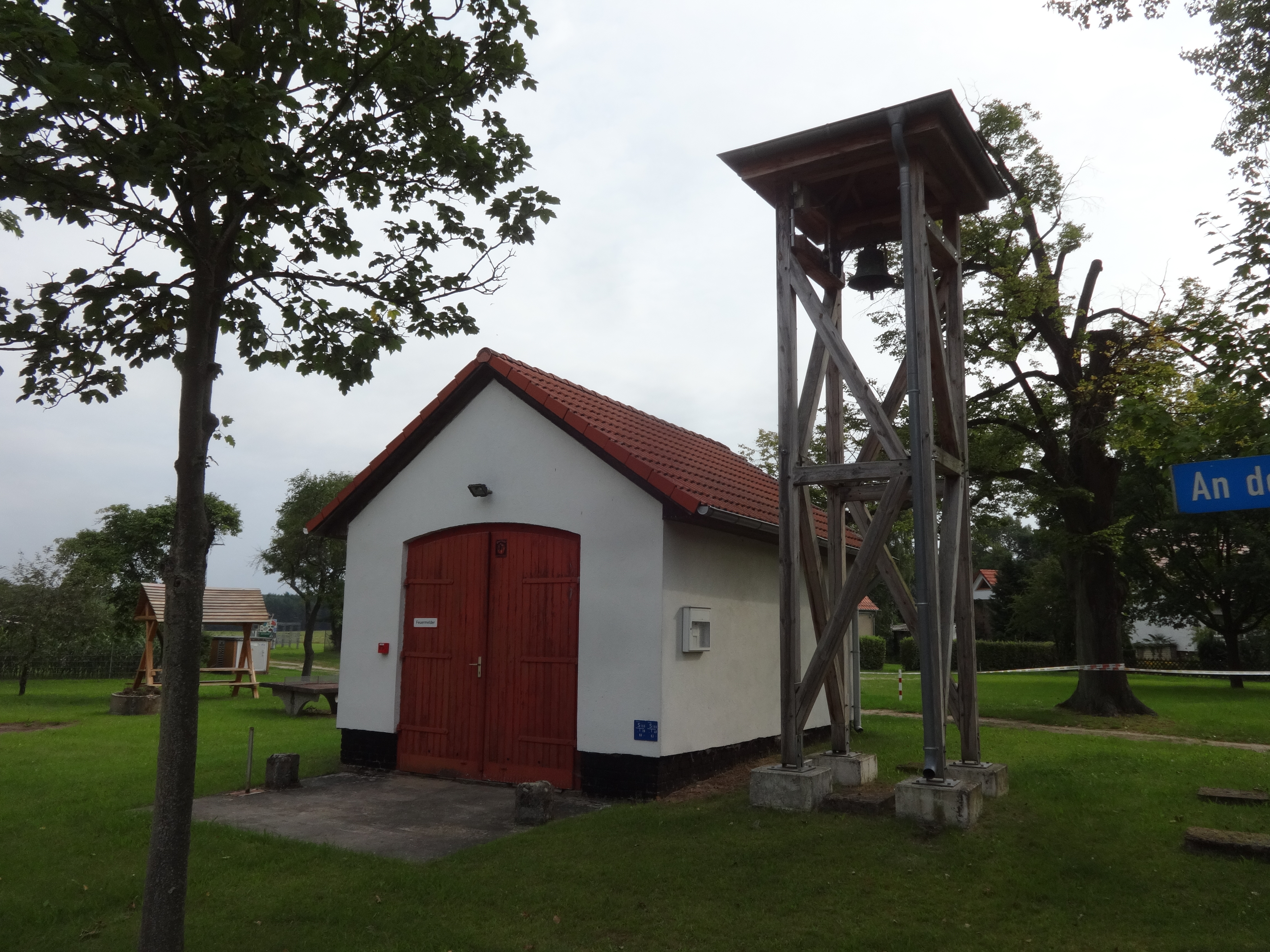
Glockenturm

Bei archäologischen Ausgrabungen wurden auf der Gemarkung eine Siedlung aus der Ur- und Frühgeschichte sowie aus der Eisenzeit freigelegt. Sie stehen als Bodendenkmal unter Schutz und belegen gleichzeitig die frühe Besiedelung der Region. Um 1200 gehörte der Ort den magdeburgischen Ministerialen von Richow, der auch das Kirchenpatronat innehatte. Er verkaufte Gotzdorff 1285 an das Kloster Zinna. Dieses Dokument ist auch die erste urkundliche Erwähnung des Ortes. Die Zisterziensermönche bestimmten von nun an bis in das Jahr 1553 die Geschicke im Dorf (villa). 1459 war die Schreibweise Godekendorf, 1480 bei der Erwähnung einer Wassermühle Godtstorp und Gottstorf. Im Ort lebten zu dieser Zeit der Dorfschulze, der vier Lehnhufe bewirtschaftete und „den übrigen Acker (hat er) auch zu Lehen“ hatte. Die Gemarkung war insgesamt 27 Hufen groß und wurde neben dem Schulzen von elf Zweihufnern bewirtschaftet. Es gab einen Pfarrer, der von jeder Hufe einen Scheffel Roggen erhielt. Aus den darauffolgenden Jahrzehnten sind bislang keine weiteren Dokumente bekannt. Erst im Jahr 1562 erschien Gotsdorff in einer Urkunde, in der dem Pfarrer 26 Scheffel Roggen und den Fleischzehnt vom Schulzen zugesprochen wurden. Der Küster erhielt von jedem Hufner vier Eier sowie zwei Eier von jedem Kossäten, die somit auch zu dieser Zeit bereits im Ort vorhanden waren.

### 17. Jahrhundert

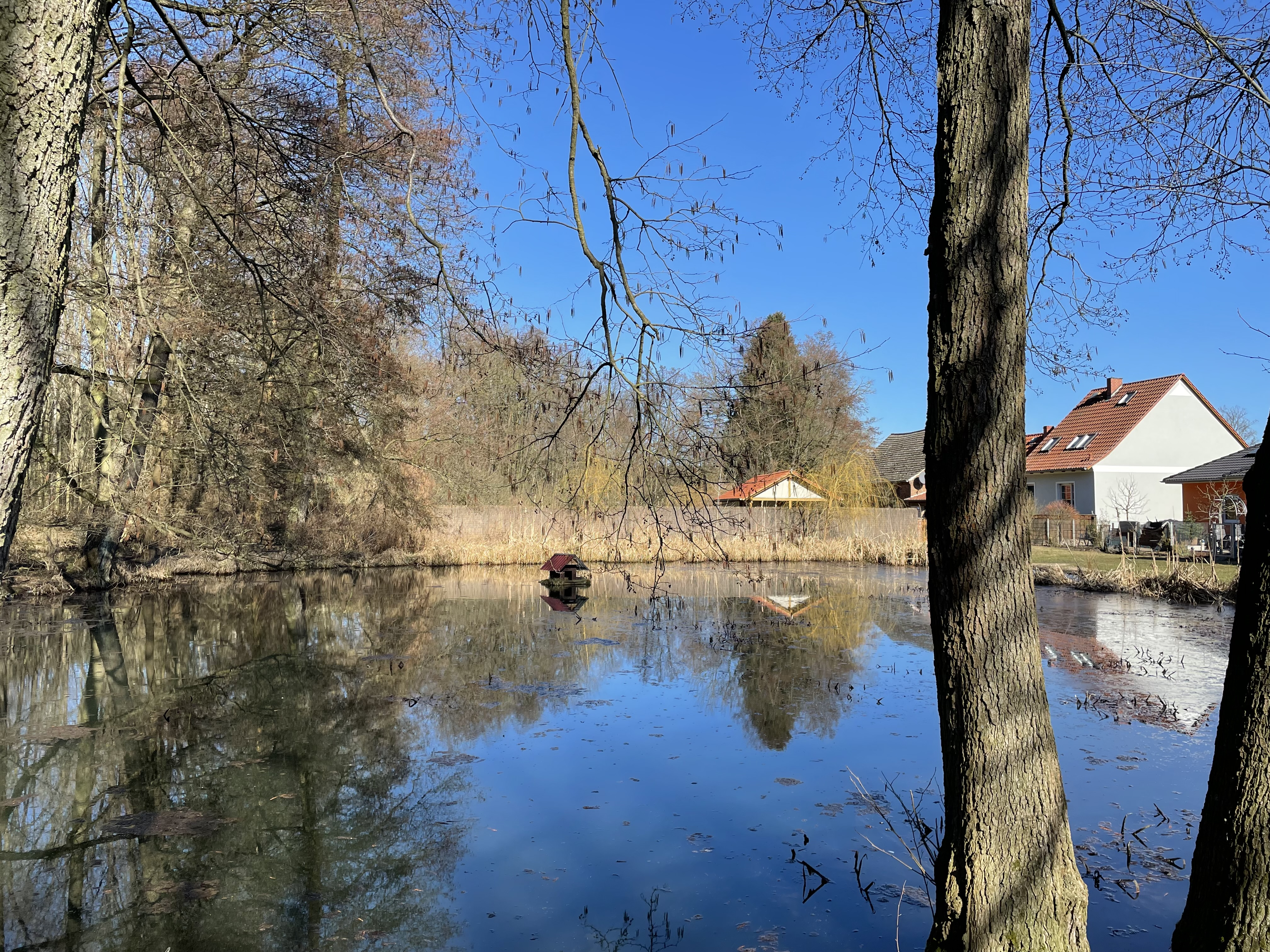
Dorfteich

Vor dem Dreißigjährigen Krieg – Gottsdorf gehörte zu dieser Zeit im Jahr 1635 zum Jüterboger Kreis – lebten im Dorf 13 besessene Mann, darunter der Lehnschulze, elf Hufner sowie ein Kossät. Die Hufner teilten sich in einen Zweilehnhufner, elf Einerbhufner sowie einen Gärtner auf. Sie bewirtschafteten 13 Hufen sowie ein „Gehege ums Dorf“. Im Krieg fiel der Ort „ganz wüst“. Lediglich der Dorfschulze sowie ein Kossät überlebten. 1637 erschienen die Schreibweisen Gatzdorf und Gazdorf. Da im Ort nach dem Krieg kein Pfarrer mehr wirkte, musste der Dorfschulze im Jahr 1642 dem Pfarrer in Frankenfelde vier Scheffel Roggen zahlen. Die Abgaben der Hufner betrugen je drei Scheffel, während die Kossäten von Abgaben befreit waren. Der Pfarrer in Frankenförde erhielt ebenfalls Abgaben in Höhe einer Wispel 13 Scheffel Roggen, der dortige Küster 12 Scheffel Roggen und 13 Brote. Das Dorf war mittlerweile in den Luckenwalder Distrikt gelangt, blieb dort bis 1680 und kam anschließend bis 1816 in den Luckenwalder Kreis. In der Zeit dieses Wechsels wirkten die Kriegshandlungen noch nach. Im Jahr 1684 bestanden im Dorf 13 Güter, die vom Dorfschulzen sowie neun Hufnern und einem Kossäten besetzt waren. Zwei Hufnerhöfe waren jedoch noch unbewohnt. Zwei Jahre später war ein drittes Bauerngut wüst gefallen und nur 10 Hufen bewohnt. Der Kossät brachte 17 Scheffel Aussaat und konnte von seinen Weiden vier Fuder Heu ernten. Die acht Hufner verfügten über je eine Hufe, auf der sie je elf Scheffel Aussaat vornahmen und zwei Fuder Heu einfuhren. Sie besaßen eine Wohnung mit Garten, eine Weide und betrieben Viehzucht und Holzung. Ein weiterer Kossät, der auch als Leineweber tätig war, brachte es lediglich auf 1⁄4 Scheffel Aussaat und „keinen Wiesenwachs“.

### 18. Jahrhundert

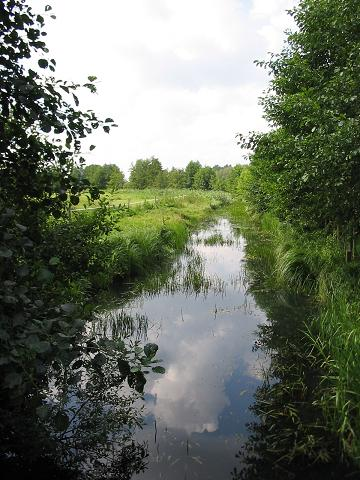
Pfefferfließ

Im Jahr 1727 berichtete die Statistik lediglich von einem Dorfschulzen, elf Hufnern, einem Kossäten – allerdings erschien auch erstmals ein Schmied. Ein Jahr später konnten insgesamt 14 Bauern je 5 Wispel 23 Scheffel Aussaat vornehmen, der Kossät ein Metzen Aussaat. Im Jahr 1737 war das Lehnschulzengut auf vier Hufen angewachsen. Es gab elf Zweihufner, einen Kossäten und den bereits erwähnten Schmied. Aus dem Jahr 1745 berichtete die Statistik lediglich von zwölf Hufnern und einem Kossäten; 1747 von zwei erblichen Bauern und einem erblichen Kossäten. Die Angaben aus den Jahren 1749/1755 sind hingegen wieder detaillierter. Im Gottsdorf lebten zwei Hufner, darunter der bereits benannte Lehnschulze mit vier Hufen sowie elf Zweifhufner. Es gab einen Kossät und einen Schmied. Neu im Ort waren drei Büdner, von denen einer als Soldat geführt wurde. Es gab weiterhin einen Einlieger sowie 12 Morgen Wiese, die 1744 neu zugemessen wurden. Im Jahr 1750 – der Ort war mittlerweile preußisch – erhielten die Einwohner auf Geheiß Friedrich II. die Erlaubnis, mit 27 anderen Dörfern Schafe zu halten, um Wolle zu produzieren. Die Anzahl der Einwohner stieg an: Aus dem Jahr 1772 sind 12 Hufner, ein Kossät, ein Büdner, ein Kuh- und ein Pferdehirt sowie ein Schulmeister und zwei Müller überliefert. Im Dorf lebten 20 Männer („Wirte“) und 21 Frauen sowie drei alte Männer und sieben alte Frauen. Insgesamt 16 Söhne waren über, zwölf unter 10 Jahre alt. Neun Töchter waren älter, zwölf unter 10 Jahre. Die Bauern beschäftigten insgesamt sieben Knechte und zwei Mägde. Im Jahr 1775 erschien erstmals ein Vorwerk.

### 19. Jahrhundert
In den folgenden Jahrzehnten muss es zu einem bescheidenen Aufschwung gekommen sein. Er führte dazu, dass im Jahr 1803 das „Dorf nebst in einiger Entfernung davon liegenden zwei Wassermühlen, die Ober- und Untermühle genannt“ existierten. Im Dorf lebten der Lehnschulze, elf Ganzbauern, ein Ganzkossät, ein Büdner sowie ein Rademacher in insgesamt 21 Feuerstellen (=Haushalte). Sie bewirtschafteten zusammen 13 Bauernhufen und schlugen 230 Morgen Holz. Im Jahr 1812 brachten sie 129 Morgen 140 Quadratruten (QR) und 6 Wispel 2 Scheffel Aussaat auf ihre Felder. Ein Jahr später erwähnte die Statistik insgesamt 21 Hauseigentümer, darunter den Lehn- und Gerichtsschulzen, elf Bauern, einen Kossät und drei Büdner. Es gab ein Schul- sowie zwei Hirtenhäuser sowie beide Wassermüller. Im Jahr 1818 wurden sie als Mahlmüller erneut erwähnt. Es gab weiterhin einen Stellmacher sowie zwei Leineweber, die je zwei Webstühle betrieben. Diese Webstühle erschienen erneut im Jahr 1837. In den mittlerweile nur noch 20 Wohnhäusern waren sieben männliche und drei weibliche Dienstboten beschäftigt. Die beiden Wassermühlen wurden mit vier Gängen betrieben. Im Jahr 1840 waren es bereits drei Weber mit einem Gehilfen und zwei Lehrlingen. Zwei Weber betrieben zwei Stühle, der dritte nur einen Stuhl. Im Jahr 1858 standen in Gottsdorf drei öffentliche sowie 24 Wohn- und 44 Wirtschaftsgebäude, darunter eine Wassergetreidemühle. 1875 erhielt die Berliner Bergbau-Actiengesellschaft die Konzession auf drei Feldern mit Namen Nette, Thieme und Gustav I auf den Gemarkungen Nettgendorf, Zülichendorf und Gottsdorf Braunkohlen abzubauen. Allerdings scheint es dazu nicht gekommen zu sein. 1883 pflanzten die Einwohner zu Ehren von Martin Luther auf dem Schulanger eine Linde. Ein Jahr später eröffnete ein Wildpark. Am 8. Mai 1888 brannte im Ort eine Scheune und ein Stall nieder. Bei einem weiteren Brand am 3. Februar 1893 wurde der Glockenturm zerstört. 1900 standen im Ort 32 Häuser, die von einem Altsitzer, einem Büdner und Schmied, acht Hüfnern, einem Vorsteher, einem Kossäten und Gastwirt, einem Lehrer, einem Malermeister, einem Maurergesellen sowie einer Rentnerin bewohnt werden. Zu dieser Zeit muss es demnach einen Krug gegeben haben.

### 20. bis 21. Jahrhundert
Am 21. Juli 1921 wurde ein Denkmal für die Gefallenen aus dem Ersten Weltkrieg eingeweiht. Wenige Monate später, am 10. Oktober, erhielt die Gemeinde den Anschluss an den elektrischen Strom. 1926 gründete sich ein Radsportverein. 1930 erwarb die Gemeinde ein Harmonium. Es wurde unter anderem von einem im gleichen Jahr gegründeten Männergesangsverein genutzt. Am 14. März 1933 fanden sich Einwohner zusammen, die eine Freiwillige Feuerwehr gründeten. 1940 erhielten der Bürgermeister sowie der Müller einen Telefonanschluss. Im Zweiten Weltkrieg wurden im Ort rund 170 Soldaten einquartiert. Mehrere Einwohner kamen im Krieg ums Leben, Bomben gingen im Ort nieder. Nach dem Ende der Kampfhandlungen am 4. Mai 1945 suchten Einwohner die angrenzenden Wälder nach Toten ab. Sie fanden 27 Soldaten, von denen 20 identifiziert werden konnten.
1949 feierte der Ort erstmals ein Erntedankfest. Die Tradition führte dazu, dass 1956 ein Erntekindergarten eröffnete. 1958 gründeten neun Mitglieder eine LPG vom Typ III. Sie wuchs bis 1961 auf 58 Mitglieder, die eine Fläche von 94 Hektar bewirtschafteten. 1971 schloss sie sich an die LPG in Frankenförde an. Ein Jahr zuvor wurde die alte Schmiede zu einer Wartehalle umgebaut. 1974 schloss sich der Ort mit Frankenförde zusammen. 1985 feierte die Gemeinde das 700-jährige Bestehen. Ein Jahr später konnte der neu eingerichtete Jugendraum mit einem Dorffest eingeweiht werden.
1991 lebten in Gottsdorf 37 Haushalte in 35 Wohnhäusern. 1996 erhielt der Ort einen Anschluss an das Erdgasnetz; 2002 der Friedhof an das zentrale Wassernetz. 2006 wurde die Infrastruktur weiter ausgebaut, indem eine neue Bushaltestelle errichtet wurde. Das vorhandene Gebäude nutzen die Einwohner seit dieser Zeit als „Haus der Kulturen der Welten“. 2008 baute die Gemeinde den einen neuen Glockenturm.

## Sehenswürdigkeiten, Kultur und regelmäßige Veranstaltungen

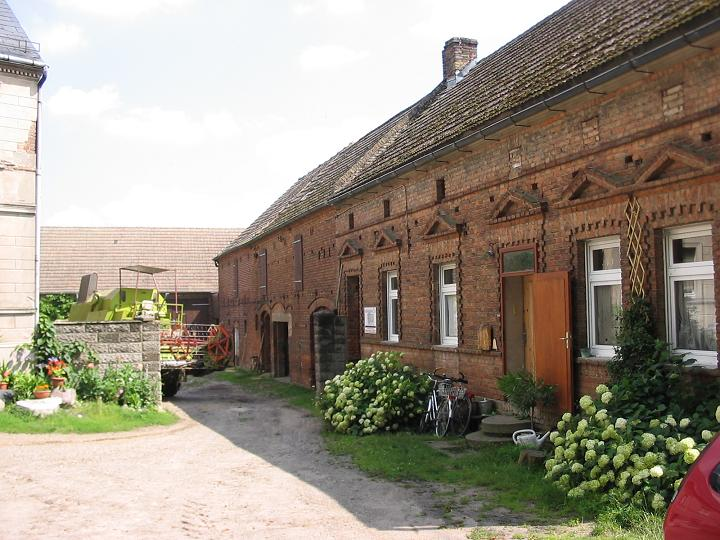
Nebengebäude der Obermühle

- Die Obermühle samt Wohnhaus stehen unter Denkmalschutz.
- Im Ort sind eine Rockband, ein Verein zur Förderung des Nordic Walkings sowie ein Kunstverein aktiv. Die Freiwillige Feuerwehr wird von einem Feuerwehrverein begleitet.
- Durch den Ort führt der Lange Feldweg, ein rund 21,4 km langer Wanderweg und Teil des FlämingWalks.
- Am Pfingstmontag nimmt die Gemeinde am Mühlentag teil. Seit 1986 findet jährlich ein Dorffest, seit 2004 ein Adventsmarkt statt.

## Wirtschaft und Infrastruktur, Vereinswesen
Im Ort ist ein Architekturbüro, eine Veranstaltungs- und Marketingagentur sowie eine Schlosserei tätig. Ein Café sowie zwei Pensionen richten sich auch an Touristen. Daneben sind mehrere Betriebe in der Landwirtschaft und im Handwerk tätig.
Durch den Ort verläuft eine Gemeindestraße, die eine Anbindung an die Bundesstraße 101 herstellt. Die Linie 755 der Verkehrsgesellschaft Teltow-Fläming verbindet den Ort mit Luckenwalde und Kemnitz.